# Megan Fox

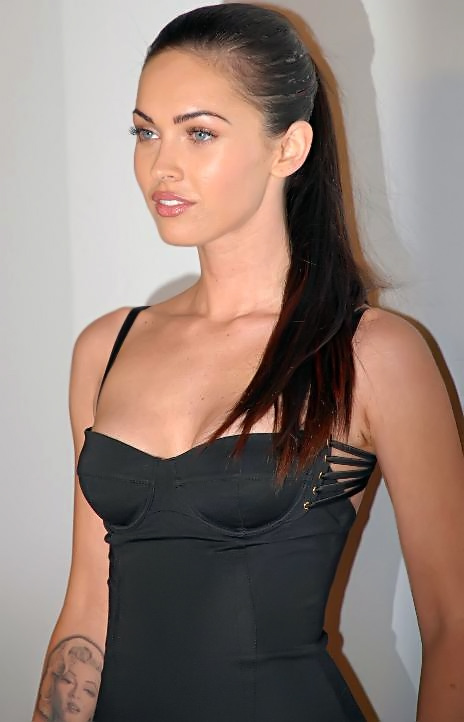
Megan Fox (2007)

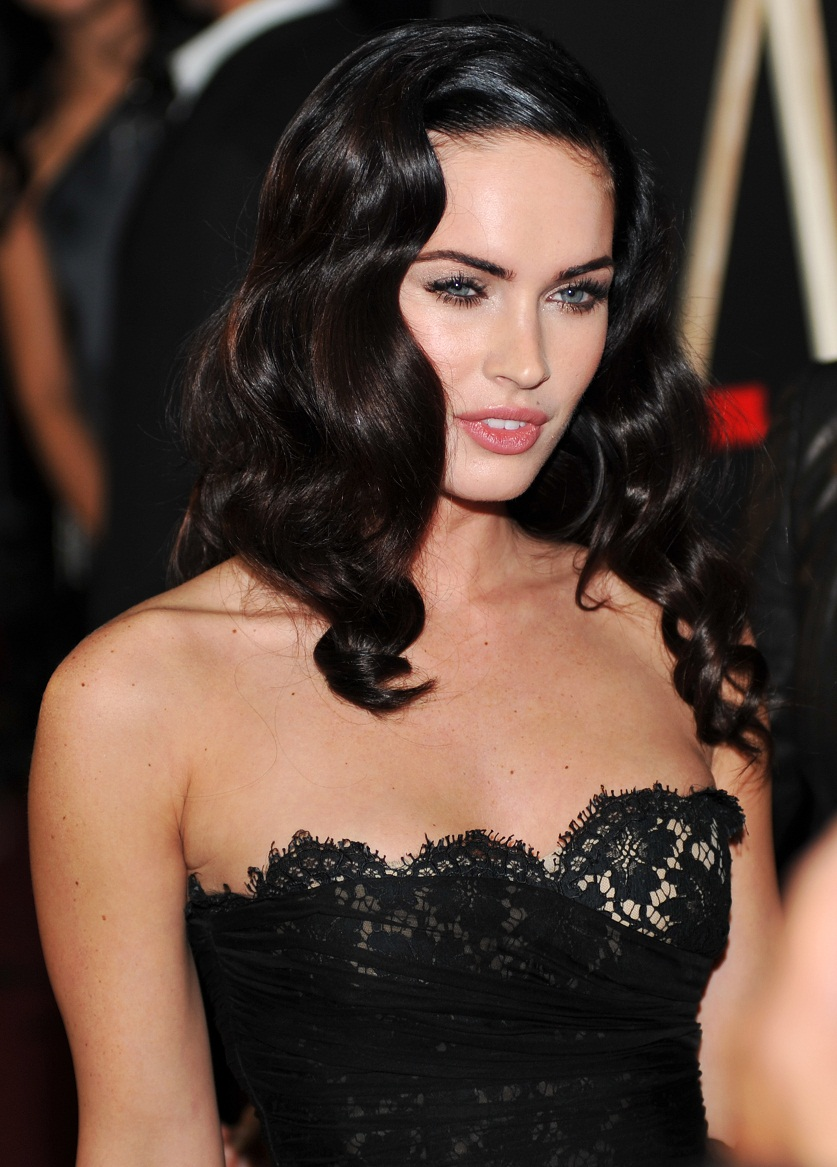
Megan Fox (2009)

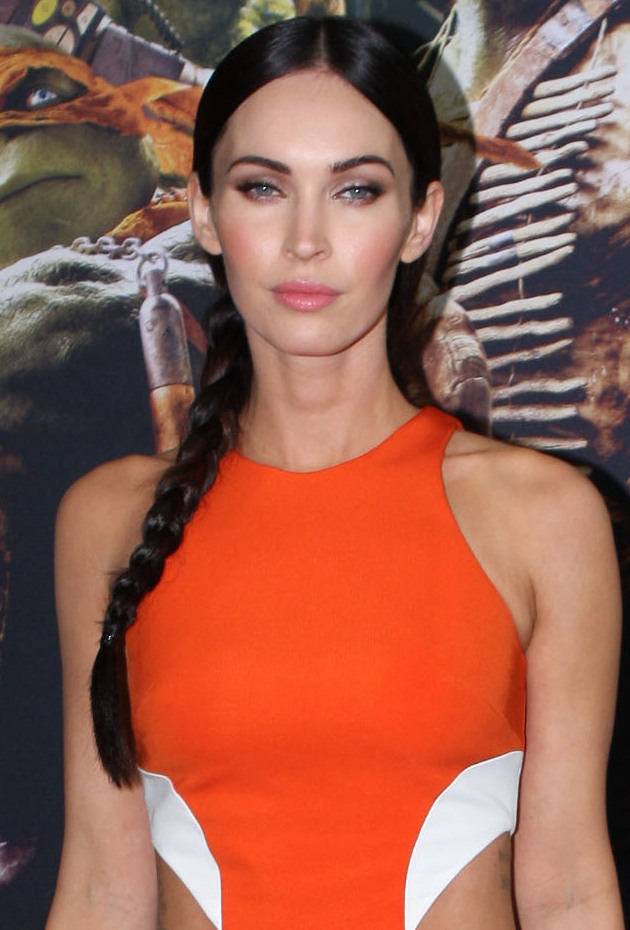
Fox (Sydney 2014)

Megan Denise Fox (ur. 16 maja 1986 w Oak Ridge) – amerykańska aktorka i modelka, zagrała między innymi w dwóch pierwszych częściach Transformers. W 2008 uznana przez czytelników magazynu „FHM” za najseksowniejszą kobietę świata.

## Życiorys

### Wczesne lata
Urodziła się w Oak Ridge w Tennessee jako córka Glorii Darlene (z domu Cisson) i Franklina Thomasa Foxa, kuratora. Ma korzenie irlandzkie, francuskie i indiańskie. Swoje wczesne dzieciństwo spędziła w Rockwood w Tennessee. Jej rodzice rozwiedli się, gdy miała trzy lata. Jej matka później wyszła ponownie za mąż za Tony’ego Tonachio. Wychowywana była ze starszą siostrą Kristi Branim w wierze zielonoświątkowej. Uczęszczała przez 12 lat do szkoły katolickiej.
W wieku pięciu lat zaczęła brać lekcje śpiewu i tańca w Kingston w Tennessee. Kiedy miała 10 lat przeprowadziła się wraz z rodziną do St. Petersburga na Florydę. Jako 13-latka została modelką. W 1999 zdobyła wiele nagród na American Modeling and Talent Convention w Hilton Head Island w stanie Karolina Południowa. Koledzy z jej chrześcijańskiego liceum wyśmiewali ją z jej ambicji zostania aktorką, więc mając 17 lat porzuciła szkołę średnią, uczęszczając na zajęcia korespondencyjne, a później przeniosła się do Los Angeles.

### Kariera
Karierę aktorską zaczęła w wieku piętnastu lat debiutując w roli zepsutej dziedziczki Brianny Wallace i rywalki Alex Stewart (Ashley Olsen) w familijnej komedii romantycznej Wakacje w słońcu (2001), która została wydana bezpośrednio na DVD 20 listopada 2001. W operze mydlanej TV4 Ocean Ave. (2002–2003) grała postać Ione Starr. W ciągu następnych kilku lat występowała gościnnie w sitcomach – The WB Siostrzyczki (2003) i CBS Dwóch i pół (2004). Można ją było także dostrzec w komedii sensacyjnej Michaela Baya Bad Boys II (2003). Wystąpiła wspólnie z Dominikiem Monaghanem w teledysku Eminema i Rihanny do piosenki „Love the Way You Lie” (2010).
Była na okładkach magazynów takich jak „Cosmopolitan”, „Esquire”, „Glamour”, „Marie Claire”, „Harper’s Bazaar”, „FHM”, „Maxim”, „To & Owo”, „GQ”, InStyle”, „Gioia”, „Elle”, „Grazia”, „Esquire”, „Empire”, „Vanity Fair”, „Petra”, „Max”, „Interview”, „Miss”, „Joy”, „Bolero”, „TV Movie”, „Allure” czy „Entertainment Weekly”.

## Życie prywatne
W jednym z wywiadów przyznała, że jest osobą biseksualną.
W latach 2000–2003 była związana z Benem Leahy. Od lutego 2003 do marca 2004 spotykała się z Davidem Gallagherem. W maju 2008 romansowała z Shią LaBeoufem. W czerwcu 2010 w tajemnicy przed mediami i w gronie najbliższej rodziny i przyjaciół wyszła za mąż za Briana Austina Greena. Para doczekała się trzech synów: Noaha Shannona Greena (ur. 27 września 2012), Bodhiego Ransoma (ur. 12 lutego 2014) oraz Journeya Rivera (ur. 4 sierpnia 2016). 21 sierpnia 2015 roku Megan wniosła sprawę do sądu o rozwód, a kilka dni później para ogłosiła separację. W kwietniu 2019 media ogłosiły, że Megan wycofała wniosek o rozwód. 16 kwietnia 2020 doszło ponownie do separacji. Megan Fox i Brian Austin Green rozwiedli się 8 lutego 2022. W kwietniu 2020 związała się z raperem Machine Gun Kellym, z którym ma córkę (ur. 2025).
Fox utożsamia się z wyznaniem zielonoświątkowym. W styczniu 2013 w wywiadzie dla magazynu „Esquire” wyznała, że jej wiara chrześcijańska, w której została wychowana, jest cały czas dla niej bardzo ważna. Powiedziała także, że wciąż mówi językami.

## Filmografia

### Filmy fabularne
- 2001: Mary-Kate i Ashley: Wakacje w słońcu (Mary-Kate&Ashley: Holiday in the Sun) jako Brianna
- 2003: Bad Boys II jako tańcząca dziewczyna w bikini
- 2004: Szefowa (Crimes of Fashion) jako Candace
- 2004: Wyznania małoletniej gwiazdy (Confessions of a Teenage Drama Queen) jako Carla Santini
- 2007: Transformers jako Mikaela Banes
- 2008: Jak stracić przyjaciół i zrazić do siebie ludzi (How to Lose Friends & Alienate People) jako Sophie Maes
- 2008: Whore jako Zagubiona
- 2009: Transformers: Zemsta upadłych (Transformers: Revenge of the Fallen) jako Mikaela Banes
- 2009: Zabójcze ciało (Jennifer’s Body) jako Jennifer
- 2010: Jonah Hex jako Lilah
- 2010: Gra namiętności (Passion Play) jako Lily
- 2011: Single od dziecka (Friends with Kids) jako Mary Jane
- 2012: 40 lat minęło (This Is 40) jako Desi
- 2012: Dyktator (The Dictator) jako ona sama
- 2014: Wojownicze żółwie ninja (Teenage Mutant Ninja Turtles) jako April O’Neil
- 2016: Wojownicze żółwie ninja: Wyjście z cienia (Teenage Mutant Ninja Turtles: Out of the Shadows) jako April O’Neil
- 2019: Above the Shadows jako Juliana
- 2019: Zeroville jako Soledad Paladin
- 2020: Jak rozmawiać z psem (Think Like a Dog) jako Ellen
- 2020: Horda (Rogue) jako Samantha O’Hara
- 2021: Midnight in the Switchgrass jako Rebecca
- 2021: Aż do śmierci (Till Death) jako Emma
- 2021: Nocne kły (Night Teeth) jako Grace
- 2022: Big Gold Brick jako Jacqueline
- 2023: Niezniszczalni 4 (Expend4bles) jako Gina

### Seriale telewizyjne
- 2002–2003: Ocean Ave. jako Ione Starr
- 2003: Siostrzyczki (What I Like About You) jako Shannon
- 2004: Dwóch i pół (Two and a Half Men) jako Prudence
- 2004: Do usług (The Help) jako Cassandra Ridgeway
- 2004–2006: Hope i Faith (Hope&Faith) jako Sydney Shanowski
- 2009: Pokémon jako Crimson (głos)
- 2016–2017: Jess i chłopaki (New Girl) jako Reagan Lucas (sezony 5–6, 15 odcinków)